# Stephanolepis hispidus
Stephanolepis hispidus is een straalvinnige vissensoort uit de familie van de vijlvissen (Monacanthidae). De wetenschappelijke naam van de soort is gepubliceerd in 1766 door Linnaeus als Balistes hispidus.